# Кочнев, Алексей Георгиевич
Алексей Георгиевич Ко́чнев (1905 — 1975) — советский учёный, специалист в области технологии конструкций пусковых устройств ракетных комплексов.

## Биография
Окончил МВТУ имени Н. Э. Баумана в 1934 году по специальности «инженер-механик».
Работа:
- 1934—1938 — инженер на Уралмашзаводе (Свердловск).
- 1938—1939 — начальник цеха Станкозавода имени Горького (Киев);
- 1939—1946 — начальник цеха прицелов, главный технолог завода № 4 (Коломна, с 1941 года Красноярск);
- 1946—1947 — начальник технического отдела, заместитель главного инженера завода № 88, Калининград;
- 1947—1956 — главный инженер завода № 232 «Большевик», Ленинград;
- 1956—1969 — главный инженер — заместитель начальника ЦКБ-34 (с 1966 Конструкторское бюро средств механизации).

Специалист в области технологии конструкций пусковых устройств ракетных комплексов. Кандидат технических наук (1966).

## Награды и премии
- Сталинская премия второй степени (1951) — за коренное усовершенствование технологии производства.
- орден (1945).